# بوكيمون سان ومون
بوكيمون سن ومون (باليابانية: ポケットモンスター　サン・ムーン) (نطق ياباني:Poketto Monsutā San・Mūn) (بالإنجليزية: Pokémon Sun and Moon)‏، هي لعبة فيديو من تطوير ستوديو جيم فريك ومن نشر ذا بوكيمون كومباني اليابانية، صدرت سنة 2016 وتعمل لمنصة نينتندو 3دي إس المحمولة.

## المواقع الخارجية
- الموقع الرسمي
 (الإنجليزية)